# Michal Bílek
Michal Bílek (Praag, 13 april 1965) is een voormalig voetballer en van 2009 tot 2013  bondscoach van Tsjechië. Als voetballer speelde hij meestal als rechtermiddenvelder.

## Clubcarrière
Tijdens zijn carrière als speler kwam Bílek telkens terug bij de club Sparta Praag. In totaal heeft hij acht seizoenen voor deze club gespeeld, verdeeld over vier verschillende periodes.
Tussen 1990 en 1992 speelde Bílek twee jaar in het buitenland, voor Real Betis Sevilla in Spanje. Tijdens zijn eerste seizoen degradeerde de club en een jaar later keerde hij terug naar Sparta Praag. Vervolgens speelde hij nog enkele jaren in zijn geboorteland en in 2000 stopte hij met voetballen bij zijn laatste club als speler, FK Teplice.

## Interlandcarrière
Bílek speelde in totaal 35 interlands, verdeeld over Tsjecho-Slowakije en Tsjechië. Hij speelde onder andere mee tijdens het WK 1990 in Italië, waar hij scoorde in de groepsduels tegen de Verenigde Staten (5-1) en Oostenrijk (1-0).
Bílek maakte zijn debuut op 27 oktober 1987 in de vriendschappelijke thuiswedstrijd tegen Polen (3-1) in Bratislava. Hij viel in dat duel na 66 minuten in voor aanvaller Ivo Knoflíček, en nam de derde treffer van de Tsjecho-Slowaken voor zijn rekening.

## Trainerscarrière
Na het beëindigen van zijn actieve voetballoopbaan begon Bílek zijn trainerscarrière bij de club waar hij was gestopt: FK Teplice uit Tsjechië. Vervolgens coachte hij één seizoen in Costa Rica en daarna leidde hij nog twee Tsjechische clubs en een Slowaakse club. Van 2006 tot 2008 was hij coach van Sparta Praag, waar hij een keer landskampioen werd en een keer tweede eindigde in de competitie. Na twee seizoenen werd Bílek in mei 2008 ontslagen.
In oktober 2009 werd Bílek aangesteld als de nieuwe bondscoach van Tsjechië, nadat zijn voorganger Ivan Hašek er niet in was geslaagd het land naar het Wereldkampioenschap 2010 te loodsen. Bílek slaagde erin om zich met Tsjechië te plaatsen voor het EK 2012 in Polen en Oekraïne, waar de ploeg in de kwartfinales werd uitgeschakeld door Portugal (1-0) na een rake kopbal van Cristiano Ronaldo.
Bilek stapte op als bondscoach na de nederlaag (2-1) in het WK-kwalificatieduel tegen Italië op 10 september 2013, waardoor de Tsjechen deelname aan de WK-eindronde in Brazilië konden vergeten. Hij werd opgevolgd door Josef Pešice.

## Erelijst
Sparta Praag
- Tsjecho-Slowaaks voetballer van het jaar

1989